# Frickingen
Frickingen là một xã thuộc huyện Bodenseekreis, bang Baden-Württemberg, Đức.